# جيف بارنابي
جيف بارنابي (1976 - 13 أكتوبر 2022) مخرج أفلام، وكاتب، وملحن، ومحرر أفلام من الميكماك والكنديين . اشتهر بفيلميه "قصائد للغيلان الصغار" و "كم الدم"
وُلِد بارنابي في محمية ميكماك في ليستوجوج ، كيبيك، عام 1976.  وتخرج من كلية داوسون وبرامج السينما في جامعة كونكورديا . 

## حياته المهنية
بدأ بارنابي مسيرته بإخراج أفلام قصيرة. فاز فيلمه القصير From Cherry English بجائزتي «جولدن شيف»: جائزة أفضل فيلم عن السكان الأصليين وجائزة أفضل تصوير سينمائي في مهرجان يوركتون للأفلام عام 2004. وفي عام 2010 رُشح فيلمه القصير File Under Miscellaneous لجائزة جيني لأفضل فيلم قصير تمثيلي. مثل فيلم "قصائد للغيلان الصغار"انطلاقة بارنابي في عالم الأفلام الروائية الطويلة. عُرض الفيلم لأول مرة في قسم «Discovery» بمهرجان تورونتو السينمائي الدولي 2013، وصدر بصورة مستقلة في كندا عن شركة الإنتاج Prospector Films عام 2014. في يوليو 2014 استحوذت شركة Monterey Media على حقوق توزيعه في الولايات المتحدة. عن إخراجه نال بارنابي لقب أفضل مخرج لفيلم كندي من نقاد السينما في فانكوفر، كما حصد الفيلم جوائز أفضل ممثل (غلين غولد) وأفضل مخرج في مهرجان الأفلام الأمريكية الهندية (2014)، ونالت ديفري جاكوبس جائزة أفضل ممثلة عن دور قيادي في جوائز الشاشة الكندية (2014). في 2015 دَعاه المجلس الوطني للإنتاج السينمائي في كندا للمشاركة في مشروع بعنوان Souvenir، وهو مشروع جماعي ضم أربعة مخرجين من الأمم الأولى أُتيح لهم استخدام موادهم الأرشيفية لصنع أفلام وثائقية قصيرة؛ وكانت مساهمة بارنابي الفيلم القصير Etlinisigu'niet (Bleed Down). عُرض فيلمه الروائي الثاني "قصائد للغيلان الصغار" لأول مرة ضمن افتتاحية قسم «Midnight Madness» في مهرجان تورونتو السينمائي الدولي 2019، وحل الفيلم في المرتبة الثالثة (الوصيف الثاني) في جائزة اختيار الجمهور لقسم «Midnight Madness». استحوذت خدمة البث Shudder على حقوق التوزيع في الولايات المتحدة ودوليًا، فيما ستحتفظ خدمة Crave بحقوق البث في كندا. في الدورة التاسعة لجوائز الشاشة الكندية لعام 2021 رُشح بارنابي لجائزة أفضل سيناريو أصلي، وفاز بجائزة أفضل مونتاج عن فيلم "كمية الدم".

## حياته الشخصية
كان بارنابي من شعب الميكماك، ومتزوجًا من المخرجة نافاجو سارة ديل سيروندي، وله ابن واحد. توفي بارنابي في مونتريال في 13 أكتوبر 2022 بعد صراعٍ مع مرض السرطان استمر عامًا كاملًا. وبعد وفاته، أطلق مهرجان imagineNATIVE لفنون السينما والإعلام، بالتعاون مع شركة نتفليكس، منحة «جيف بارنابي» لدعم الأعمال الجديدة للمخرجين الناشئين من السكان الأصليين. كما مُنح بعد وفاته «جائزة تكريم مجلس الإدارة» في الدورة الثانية عشرة لجوائز الشاشة الكندية عام 2024.

## الأعمال السينمائية
- من شيري انجلش (2004)[الإنجليزية] [23]
- المستعمرة (2007)[الإنجليزية] [23][24]
- ملف ضمن المتنوعات[الإنجليزية] [24]
- أناشيد للغيلان الصغار[الإنجليزية] [23][24]
- النزيف المتوارث - 2015 [25]
- كمية الدم[الإنجليزية] [23][24]

## الأسلوب السينمائي
تميز جيف بارنابي بأسلوبه السينمائي الفريد الذي يجمع بين عناصر الرعب، الدراما، والكوميديا السوداء، مع تركيز خاص على قضايا السكان الأصليين في كندا. غالبًا ما كانت أفلامه تتناول مواضيع مثل الاستعمار، الهوية الثقافية، الصدمة التاريخية، والمقاومة. استخدم بارنابي السرد القصصي القوي والصور البصرية الجريئة لتقديم رؤية نقدية وواقعية لتجارب السكان الأصليين، متجنبًا الصور النمطية الشائعة. فيلمه" أناشيد للغيلان الصغيرة" يُعد مثالًا بارزًا على أسلوبه، حيث يتناول قصة فتاة من السكان الأصليين تحاول النجاة من نظام المدارس الداخلية القمعي. أما فيلم "كمية الدم" فيقدم رؤية مبتكرة لنوع أفلام الزومبي، حيث يكون السكان الأصليون محصنين ضد الوباء، مما يقلب الأدوار التقليدية ويطرح تساؤلات حول البقاء والهوية في عالم ما بعد الكارثة. كان بارنابي يهدف من خلال أعماله إلى تحدي المفاهيم المسبقة وإثارة النقاش حول الظلم التاريخي والاجتماعي الذي تعرض له السكان الأصليون، مع الاحتفاء بقوتهم ومرونتهم. وقد لاقى أسلوبه هذا استحسان النقاد والجمهور على حد سواء، مما جعله واحدًا من أهم الأصوات في السينما الكندية المعاصرة.

## الجوائز
حصد جيف بارنابي خلال مسيرته الفنية العديد من الجوائز والتكريمات التي تعكس تأثيره ومساهماته في عالم السينما. من أبرز هذه الجوائز ترشيحه لجائزة جيني عام 2010 عن فيلمه القصير "ملف ضمن المتنوعات" في فئة أفضل فيلم قصير تمثيلي. كما نال فيلمه الروائي الطويل "أناشيد للغيلان الصغيرة" تقديرًا كبيرًا، حيث فاز بجائزة أفضل فيلم كندي أول في مهرجان تورونتو السينمائي الدولي عام 2013، وحصل بارنابي نفسه على جائزة أفضل مخرج لفيلم كندي من نقاد السينما في فانكوفر عام 2014. وفي عام 2021، فاز بجائزة الشاشة الكندية عن إنجازه في المونتاج لفيلمه "كمية الدم"، ورُشح أيضًا لجائزة أفضل سيناريو أصلي عن نفس الفيلم. بعد وفاته، تم تكريمه بمنحه "جائزة تكريم مجلس الإدارة" في الدورة الثانية عشرة لجوائز الشاشة الكندية عام 2024، مما يؤكد على إرثه الفني الدائم. كما أطلقت نتفليكس بالتعاون مع مهرجان ImagineNATIVE للسينما والفنون الإعلامية منحة "جيف بارنابي" لدعم المخرجين الناشئين من السكان الأصليين، تكريمًا لمساهماته في تمكين الأصوات الأصلية في السينما. هذه الجوائز والتكريمات تسلط الضوء على موهبة بارنابي الفريدة وقدرته على تقديم أعمال سينمائية مؤثرة ومبتكرة تركت بصمة واضحة في الصناعة.

## روابط خارجية
- tripgoreعلى تويتر.  Jeff Barnaby *
- جيف بارنابي في قاعدة بيانات الأفلام على الإنترنت